# Dios L

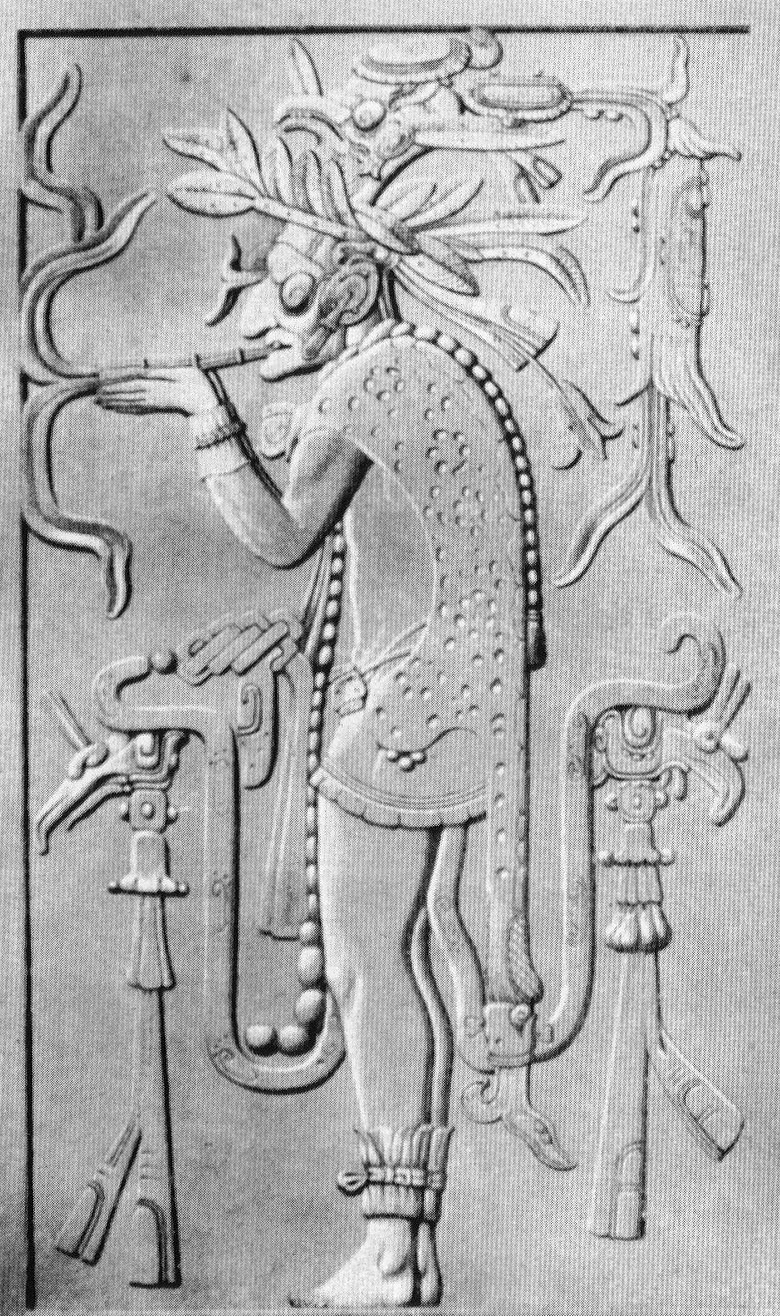
El dios L, Palenque, Templo de la Cruz.

El dios L de la clasificación Schellhas-Zimmermann-Taube de dioses presentes en los códices es una de las principales deidades mayas prehispánicas, especialmente asociado con el comercio. Caracterizado como un anciano, es una de las deidades Mam ('Abuelo'). Más específicamente, presenta rasgos de jaguar (particularmente las orejas), un amplio sombrero de plumas coronado por un búho y un manto o capa de piel de jaguar con un patrón que se asemeja un poco al del caparazón de un armadillo. La representación monumental más conocida se encuentra en el marco de una puerta del santuario interior del Templo de la Cruz de Palenque.

## Nombre
El signo principal del glifo del nombre del dios L en el Códice de Dresde consiste en la cabeza de un anciano pintada de negro. Se desconoce la lectura, pero es posible que haya sido Ekʼ Chuah (véase más abajo).

## Funciones
Los atributos y escenas del dios L son indicativos de al menos tres funciones principales.

### Poder y riqueza
Los atributos recurrentes son un paquete de mercancías y un bastón. Los extremos flotantes de la tela del dios L pueden mostrar pasos, que nuevamente apuntan a los mercaderes ambulantes. En vista de las funciones adicionales del dios L, los comerciantes mayas tal vez deberían compararse con los nahualoztomecah aztecas, un gremio específico de mercaderes de especial estatus. Se ha sugerido que la riqueza del dios L se refiere específicamente a los huertos de cacao de la costa del Golfo; en Cacaxtla, el dios L está asociado con los tallos de maíz y los árboles de cacao.  La riqueza del dios parece incluir también a las mujeres. En el vaso Princeton, el dios L está rodeado por cinco mujeres jóvenes, mientras que en el Códice de Dresde (14c2), sostiene a una mujer joven (diosa I) con un signo maíz.

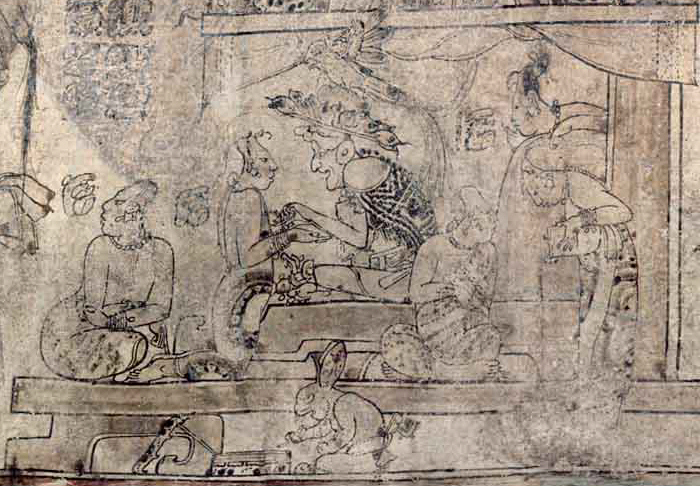
El dios L en su palacio y rodeado de mujeres jóvenes. Escena central del Vaso Princeton, Periodo Clásico.

### Magia y hechicería
El cigarro que fuma, la mayoría de las veces, el dios L en sus representaciones desde el Clásico final sugiere la magia apotropaica de un mercader o, tal vez, el hábito de un brujo. El búho en el sombrero indica una conexión con el inframundo y la noche, y recuerda el término nahua para hechicero, tlacatecolotl 'Hombre-búho'. El jaguar también es una referencia a la noche y al inframundo.

### Guerra
Los atributos del jaguar y el búho (kuy) del dios L apuntan a la hechicería, la violencia y la guerra,  cualidades que pueden estar relacionadas con su papel en el Posclásico como personificación de Venus surgiendo del inframundo y arrojando lanzas a sus víctimas (Códice de Dresde). La conexión del dios L con la guerra también es sugerida por la decapitación de un prisionero atado, tal vez un escriba cautivo, frente al palacio de jaguar del dios (vaso Princeton). En el relieve central del Templo del Sol de Palenque, un templo de guerra, el dios L, junto con uno de los otros dioses jaguares mayas (a saber, el dios jaguar del fuego terrestre), sostiene un emblema que consiste en el escudo sagrado y las lanzas de los reyes de Palenque. Su postura sumisa sugiere que ahora representa a un jefe enemigo derrotado.

## Conexiones con otras deidades

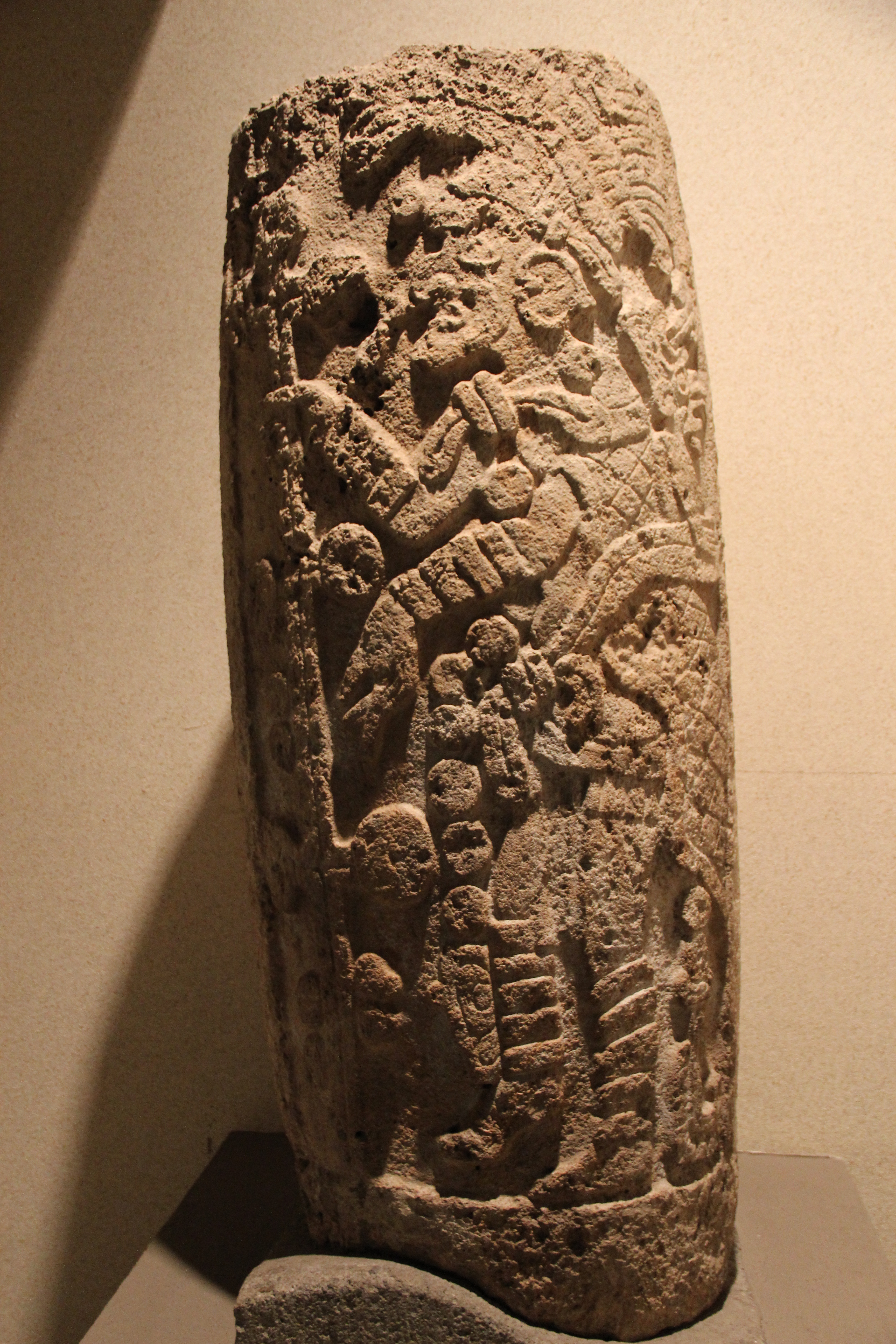
El dios L cargando en la espalda al dios K'awiil, columna de Bakná

- Dios M. Como deidad comerciante, el dios L tiene un paralelo con otro dios comerciante del Posclásico, el dios pintado de negro M (Códice de Madrid).
- Ek Chuah. Un dios comerciante yucateco que, como el dios L, estaba relacionado con los huertos de cacao, llevaba el nombre de Ek Chuah (Diego de Landa). Este nombre suele estar relacionado con el dios M, pero también podría referirse al dios L. [3]
- Bolon-Yokte. Junto con la deidad Bolon-Yokte ('Nueve Pasos'), se ha argumentado que el dios L y el dios M representan la idea abstracta de viajar y de movimiento en el espacio y el tiempo. [4]
- K'awiil (dios K). El dios L a menudo se combina y relaciona con K'awiil (también conocido como el dios K), la deidad del rayo que, como dueño de las semillas, era considerado un portador de abundancia. [5] Más específicamente, el dios L puede extender la cabeza del dios K, o llevar a un dios K niño sobre su espalda.[6] Esta relación está representada en una columna tallada de Bakná donde se muestra al dios L cargando a K'awiil en la espalda.[7] El dios K también resulta ser víctima del dios L como patrón de Venus (Códice de Dresde).
- Itzamná. Se ha sugerido que el Dios L es la contraparte del inframundo de Itzamná, el dios maya supremo. [8]

## Ritual
Los cierres de piedra acantún representados en el Códice de Dresde, que eran venerados durante los cinco días desafortunados y peligrosos (wayeb) de fin de año, están cubiertos con el manto y el taparrabos marcado con huellas del dios L. 

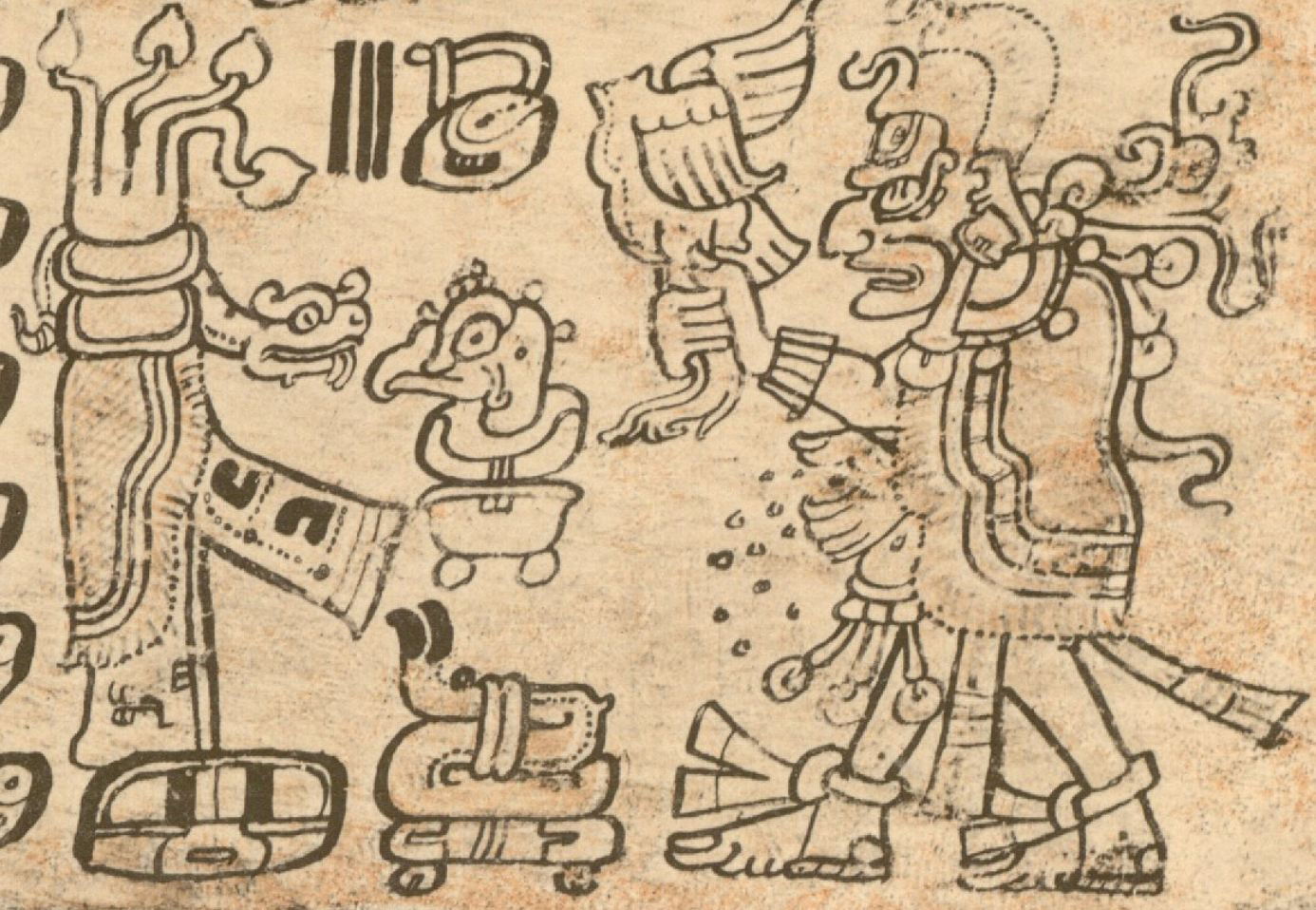
Ritual de Año Nuevo con acantun, Códice de Dresde.

## Escenas narrativas
Las escenas narrativas sobre cerámica muestran la desnudación y vestido del dios, mientras se centran en su sombrero de búho, manto y bastón. Estas escenas involucran a la diosa maya de la luna, el conejo, el dios del maíz tonsurado, los héroes gemelos y también (en una viñeta del Códice de Dresde) a Chaac, el dios de la lluvia. En este sentido, el dios L ha sido interpretado (en términos del mito de los héroes gemelos en el Popol Vuh) como uno de los principales señores del Inframundo, o Xibalbá. 

## Presencia en la religión maya contemporánea
Se ha sugerido  que el dios L corresponde a la más famosa de todas las deidades Tz'utujil, el 'Abuelo' (Mam) Maximón, fumador de puros, cuyas múltiples asociaciones incluyen viajes de larga distancia, brujería y jaguares, y que es especialmente venerado durante los últimos días de Semana Santa. En el culto a Maximón, los paños de este último reciben especial énfasis.